# Quartet de corda núm. 1 (Rosenberg)
El Quartet de corda núm. 1, op. 9, va ser compost per Hilding Rosenberg el 1920. Es va estrenar el 6 de març de 1923 en una versió revisada, pel Quartet Kjellstrom a la Societat de Música de Cambra d'Estocolm. El va dedicar a Wilhelm Stenhammar, del qual en va ser alumne breument. L'obra va ser revisada el 1955.

## Moviments
Amb una durada d'uns 22 minuts, consta de quatre moviments:
1. Allegro energico
2. Andante molto
3. Allegro vivace
4. Andante espressivo - Presto

## Música
En el seu primer quartet de corda, Rosenberg beu de la influència de Schönberg i, alhora, integra aspectes de la música tradicional sueca, però ho fa amb un enfocament que es distancia tant del romanticisme com de les característiques de Bartók o Kodály.